# Lonchura pallida
Il cappuccino testa chiara (Lonchura pallida Wallace, 1863) è un uccello passeriforme appartenente alla famiglia degli Estrildidi.

## Distribuzione edhabitat
Il cappuccino testa chiara è diffuso su Celebes, Flores e le piccole Isole della Sonda meridionali.
L'habitat di questa specie è rappresentatodalle zone erbose e cespugliose sul limitare della foresta, oltre che dalle risaie e dai campi coltivati, fino a circa 1500 metri di quota.

## Descrizione

### Dimensioni
Questa specie misura fino a circa 12 cm, compresa la coda.

### Aspetto
Si tratta di un uccelletto dalla struttura robusta, con un grosso becco tozzo e di forma conica.

La colorazione è bruno-olivacea su dorso ed ali, aranciata su petto, fianchi e ventre, rosso scuro su codione, sottocoda e coda: la testa è di colore grigio, con fronte, gola e cerchio perioculare più chiari e di colore biancastro.
La colorazione di questa specie si presenta piuttosto simile a quella del congenere cappuccino testa bianca, dal quale il cappuccino testa chiara differisce tuttavia per la testa meno candida, i colori più tenui e per le parti inferiori di color arancio.

## Biologia
Si tratta di uccelli gregari e diurni, che formano gruppi anche consistenti, spesso in compagnia di altre specie come il domino passero delle Molucche: i cappuccini testa chiara passano la maggior parte del tempo al suolo e fra l'erba alta alla ricerca di cibo, mentre durante la notte essi cercano rifugio nel folto della vegetazione arborea.

### Alimentazione
Questi uccelli hanno dieta essenzialmente granivori, con dieta composta in prevalenza da riso e graminacee ed integrata di tanto in tanto con bacche, frutti, germogli e piccoli insetti volanti.

### Riproduzione
Durante la stagione riproduttiva (che coincide con la fine della stagione delle piogge, cadendo quindi generalmente in aprile-maggio) ambo i sessi collaborano alla costruzione di un nido sferico costituito da fibre vegetali (agave, cocco e steli d'erba), all'interno del quale la femmina depone 2-5 uova che sono sempre ambedue i genitori a covare per circa due settimane. I nidiacei, ciechi ed implumi alla schiusa, vengono accuditi e nutriti da ambedue i sessi e sono pronti per l'involo già attorno alle tre settimane dalla schiusa, sebbene i giovani si allontanino definitivamente dal nido solo attorno al mese e mezzo d'età.